# 秦偉
秦偉（1967年2月1日—），臺灣男藝人、主持人。
2016年7月，遭到十多名女性指控，犯下連續性侵案，2016年11月4日，臺北地檢署認定秦偉涉強制性交或強制猥褻八名女性，其中還有兩名被害人未成年，甚至有14歲少女。檢方認定秦偉犯下強制性交七次，因陽痿而導致強制性交未遂三次，起訴求刑41年，並建請法官重判，秦偉也因為此事件暫停演藝活動。
2018年8月8日，秦偉被控性侵8人，經台北地院審理後，認定3人被害，各判刑4年，合併應執行有期徒刑8年。
2019年4月30日，台灣高等法院二審宣判，駁回檢方與秦偉上訴，維持一審合併應執行有期徒刑8年量刑。2020年4月9日，最高法院三審宣判，其中性侵2女部分，以2個強制性交罪各判刑4年定讞，性侵其餘5人部分，無罪，性侵女造型師部分撤銷發回更審。4月14日，秦偉發監台中監獄執行。12月，性侵女造型師一案，判處4年有期徒刑。台灣高等檢察署檢察官向高院聲請針對秦偉所犯3罪，定應執行刑。高院裁定指出，經審酌秦偉所犯各罪犯罪類型、行為態樣、動機均相同或相類，責任非難重複程度較高，裁定3罪應執行有期徒刑7年8月。

## 生平
秦偉自述母親是教官、父親是警官，因死者託夢幫助父親偵破分屍案，故篤信鬼神，時至全臺各大知名廟宇祈福，並在家中供奉了許多佛像，惟受害者指控秦偉實無信仰。
1997年1月23日，秦偉在臺灣電視公司綜藝節目《飛越星期天》表演「火中掙脫術」，綁上十條鐵鍊，裝進設有火藥的箱子，並且脫逃；但當時倒數的藝人（張衛健）數得太快，使得負責引爆的工作人員太早引爆，導致秦偉嚴重燒傷，休養一年。
2002年，秦偉拿下廣播金鐘獎最佳綜藝節目、最佳主持、最佳非商品類廣告獎。
2013年，由於被質疑利用泰國法師白龍王詐財，秦偉表示，販買號稱白龍王加持過的開運商品，確實是「為了賺錢」，本來堅稱是白龍王信徒的他，宣布改信基督教，秦偉宣稱他本來就是基督徒，會將白龍王永遠放在心裏尊重。他還說自己曾經思考過無法遵從基督教的戒律，「做不到『禁止婚前性行為』、『不偶像崇拜』、『不說謊』三戒律。」後來他又說，他要停止婚前性行為，「婚前性行為戒斷不難，我又沒有吳建豪帥，他能做到，我一定也能。」但兩年後，許多女教友指控，就在此時被他強姦。

## 演藝活動

### 電影
- 2012年 《Z-108棄城》飾演 SWAT隊員

### 电视剧
- 1992年 台視《新白娘子傳奇》飾灵鹿童子/小六子
- 1999年 台視《阿母的甘苦人生》飾陳尚景

### 廣告
- 1990年代 維士比真口味古道茶飲(與周星馳、蔡佳宏合作)

### 唱片
| 年份   | 專輯名稱     | 曲目                              |
| 1999年 | 《單身通告》 | 1. 單身通告 2. 別再孤獨 3. 信用卡 |
| 2007年 | 《魔法是愛》 | 1. 怅情歌 2. 魔法是爱 3. 时候     |

### 電視節目
- 華視《好彩頭》執行製作及演出
- 民視《來電綜藝通》
- 台視《龍兄虎弟》編劇及演出
- 超級電視台《星期天怕怕》主持人。(與文英阿姨共同主持)
- 東風電視台《愛是魔法》主持人
- 非凡電視台《富比士秦報局》主持人
- 緯來綜合台《不可思議的世界》固定來賓
- 東森電視台《分手擂台》固定來賓
- 東森電視台《脫口俱樂部》主持人

### 廣播節目
- 中央廣播電台《隔岸觀火》主持人
- 中央廣播電台《午餐的約會》製作及主持人
- 中央廣播電台《兒童樂園》主持人
- 中央廣播電台《我愛紅娘》主持人
- 中央廣播電台《怪醫秦博士》
- 中央廣播電台《美的世界》
- 中央廣播電台《中廣娛樂秦報》
- POWER989《偉哥三點式》
- 警察廣播電台《警廣新聞秦報》

### 職務
- 京世國際影視傳播有限公司總經理

### 代理
- 法國魔法氏保養品台灣區總代理

### 著作
- 1995年，《秦偉完全搞怪手冊-藝人電台黑白書》，出版社：希代，ISBN 9789578081499
- 2005年，《神鬼秦報》，出版社：柏妝行銷，ISBN　9789868153875
- 2010年，《變臉大亨致富魔法》，出版社：大康出版社，ISBN 9789866353079

### 獎項
| 年份   | 獲提名                 | 獎項                         | 結果 |
| ------ | ---------------------- | ---------------------------- | ---- |
| 2002年 | 《美的世界》           | 廣播金鐘獎最佳綜藝節目       | 獲獎 |
| 2002年 | 《美的世界》           | 廣播金鐘獎最佳主持           | 獲獎 |
| 2002年 | 《拒抽二手菸－禁菸篇》 | 廣播金鐘獎最佳非商品類廣告獎 | 獲獎 |

## 爭議事件

### 痛毆管理員事件
1998年9月，秦偉當時交往的女友香港豔星鄭豔麗深夜到秦偉住處約會，因鄭並未攜帶証件，管理員無法給予通行証，並將她阻攔。秦偉衝冠一怒，前去「英雄救美」，摔電話、砸花盆，還毆打管理員，鄰居一報警，秦偉立刻脫逃，最後秦偉賠償管理員新臺幣五千元，向管理員致歉，兩方和解 。

### 白龍王商品斂財事件
2013年，時常在節目清談泰國法師白龍王並自稱「白龍王正式弟子」，在電視購物頻道賣白龍王開運商品，每組要新臺幣上萬元，由電視臺抽取一半，作為佣金；秦偉還宣稱自己是做賠本生意，被控「消費白龍王」。白龍王信徒指出，秦偉賣的開運物全都奉行「典型推銷手法」，是場騙局，白龍王從未加持、代言過任何商品；秦偉對此回應，販售的開運商品購自白龍王廟，並未說過是白龍王銷售的。白龍王過世，秦偉前往其廟中上香時，還被趕出廟宇，秦偉隨即宣稱他原本就是基督徒，要回歸基督信仰，他會把白龍王放在心底尊重。

### 偽造權狀、遭討債事件
秦偉近年以多金形象自我包裝，為其「把妹」利器，秦偉曾大方表示自己浴火重生，因投資房地產，身價超過新臺幣十億元，還擁有數輛賓士、寶馬、保時捷、奧迪等豪華轎車、跑車，更因深通房地產投資要領，出書大談理財經，更自稱名下有臺北東區、信義計畫區、新板特區、新莊副都心等地區的三十間房屋、店面。不料被爆料他所謂的豪宅和公司全都是租來的，其實秦偉名下只有一間用途兼辦公室與住宅的房屋，如今已經變賣，並留下大量房貸，秦偉成為無殼蝸牛，先前提供給記者查閱的「房屋所有權狀影本」都是請助理去影印他人的權狀後，把地址等資料遮蓋，謊稱是自己的房產。加上他之前有假藉「白龍王商品」斂財之嫌，導致購物頻道停止銷售，斷絕最大收入來源，連每月新臺幣六萬元的房租都負擔不起。而後秦偉開記者會澄清自己相當富裕時，則無法提出所有權狀，只說怕國稅局查稅，又遭到輿論質疑。
後來秦偉的公司開始裁員，更有前員工出面爆料薪水已經快發不出來，《時報周刊》報導，有教友爆料，2015年12月底時，秦偉遭到一群黑道兄弟衝進教會會場大聲叫囂，疑似來向秦偉討債，經過一段時間後，秦偉才向教友解釋「有些債務問題」。記者查訪時，秦偉否認遭討債，他稱當天只是與友人講話，大聲了一點。更反嗆：「外面還有很多人欠我錢，還有藝人到教會找我借錢咧！」

### 性侵多名女子事件
2016年7月，一名造型師公開表示，秦偉強姦、誘姦多名女性，包括未成年少女。2016年7月7日秦偉在律師陪伴下夜召記者會，哭訴自己沒有性侵，並數度鞠躬道歉，坦承「感情上有極大問題」，多次提及自己因「感情偏差」鑄錯。被問及何謂「感情偏差」，秦偉說只是「感情有問題」；對於被指控「性侵未成年少女」一事，他沈默數十秒後，表示「想說的都在聲明稿」，而後離去。2016年11月4日臺北地檢署偵結秦偉性侵案，認定秦偉涉犯7個強制性交罪、3個強制性交未遂罪將他起訴，檢方具體求刑41年。檢方還表示，被害人當中還包括未成年，其中最小的是一名年僅14歲的女學生。
《壹週刊》報導，秦偉染指的對象包括一位江湖大哥的女朋友，該位大哥花錢蒐証、發現有多達七十多名女性，都是遭秦偉性侵的受害者，但是該大哥不願意把名單公開。據了解，該大哥之所以不願公開，是因為許多遭秦偉蹂躪的女性已經嫁為人婦，不想造成二度傷害。秦偉委任律師只表示秦偉已失聯，聯繫不到秦偉。

### 教會斂財事件
2016年，有教友出面指証，秦偉不只騙色還騙財，不但對女教友騙財騙色，還假借同一個教會的資深藝人孫越名義舉辦慈善募捐，向教友詐財。藝人王馨怡向臺北地檢署告發秦偉詐欺斂財。對此，孫越說，他沒聽說過，他不評斷，但「上帝、社會、法律會有制裁。」

### 詐財逼死好友事件
傳媒爆料秦偉非但騙色，更涉嫌詐財、逼得兒時玩伴好友輕生；一名自稱遭秦偉詐財的曾姓男子出面指控，秦偉有一名認識三十多年的張姓老友，被他詐去畢生積蓄，甚至積欠債務，憤而自殺，曾姓男子說；「張男是秦偉小時候的玩伴，聽信秦要開經紀公司、要我們各拿九百萬投資，後來因為資金不夠，兩人前前後後一共砸了兩千四百萬元。」沒想到，公司還沒開幕，秦偉就說公司已倒閉，曾男和張男欲拿回資金，秦偉卻說已跟藝人簽約，錢都支出了，無法拿回。曾姓男子說：「錢就這樣被秦偉拐了。」後來張男控告秦偉詐欺，秦偉卻準備了很多資料反擊，獲得勝訴，張男因為付不出高額利息，選擇輕生。秦偉委任律師表示，完全不知悉秦偉開設經紀公司詐財、害人自殺一事，故無法回應。